# Ateneul Popular Tătărași din Iași
Ateneul Popular Tătărași (cunoscut și sub numele de Ateneul din Tătărași) este un edificiu cultural situat în cartierul Tătărași al municipiului Iași.

## Istoric

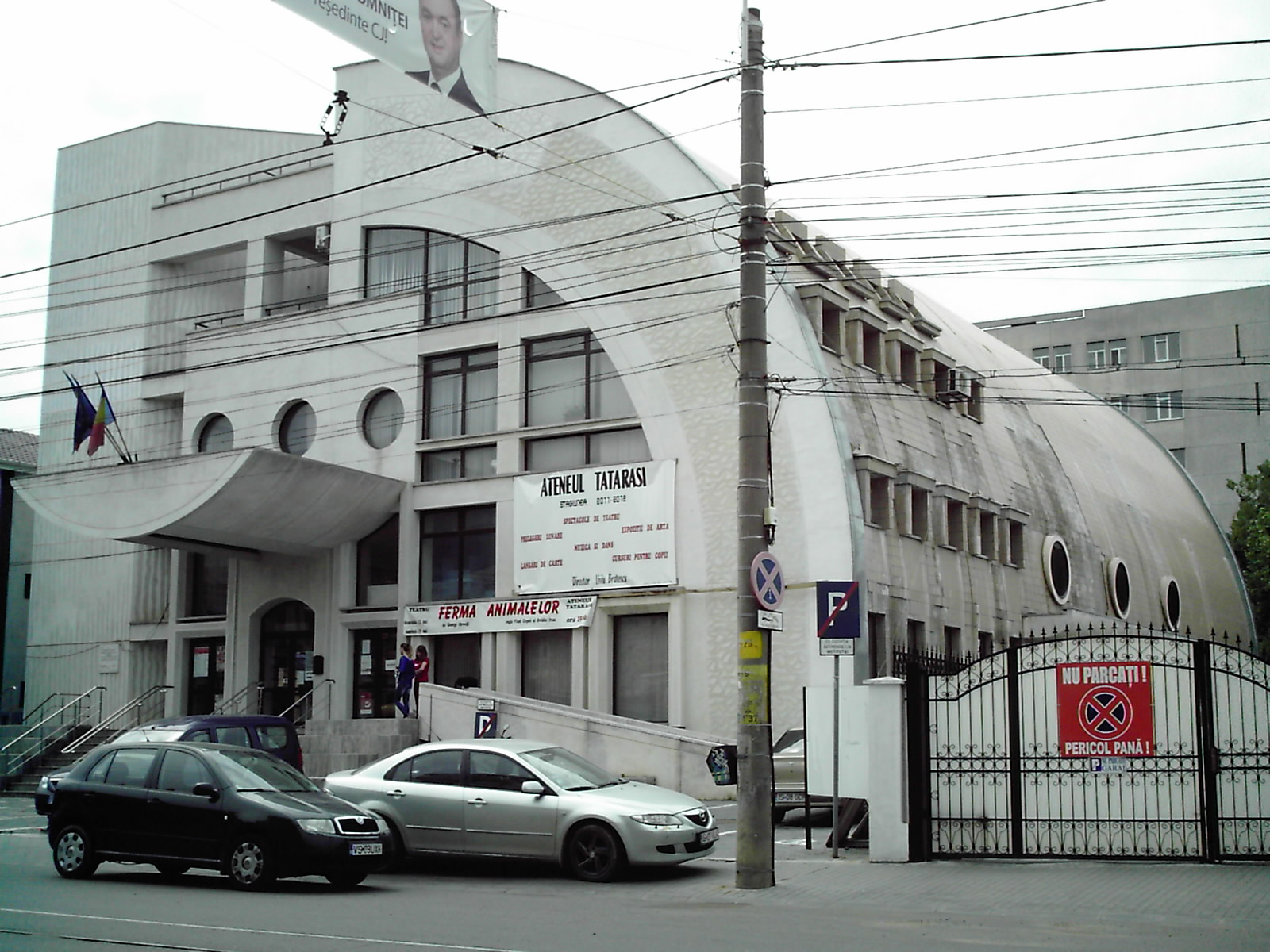
Actuala clădire a Ateneului din Iași

În 1920, pe terenul unei foste fabrici de ciorapi, a fost construită după planurile arhitectului V. Mironescu o clădire care să adăpostească activitățile culturale desfășurate de Societatea „Ateneul Popular - teatru și cinematograf”, asociație creată în 1919.
Membrii fondatori ai Societății Ateneul Popular au fost Constantin N. Ifrim, Victor Carpus, C. Simionescu, V. Mihăilescu, Leon Popovici, A.C. Cuza, Ion V. Ionescu, Mihai Geamănu, C. Leonte, Corneliu Șumuleanu, Gheorghe Mihăilescu, N. Negrescu, N. Ionescu-Râmniceanu, Gh. Neculau, Grigore Bejan, A. Vieru, Vladimir Mironescu, Ion Zamfirescu, I. Antoniu, I.P.  Șincoca, Constantin Stamboliu, I. Constanțiu, Dumitru Carp.
Clădirea, inaugurată pe 25 aprilie 1920 sub numele de Ateneul Popular din „Tătărași” și realizată în stil românesc fără ornamentații exterioare sau interioare, era formată din trei corpuri legate între ele: corpul din față cu parter și un etaj, corpul din mijloc, care avea o sală de spectacole cu 600 de locuri, și ultimul corp, asemănător primului, cu două niveluri, care acoperea scena de spectacole. În plus de sala de spectacole, clădire dispunea de spații pentru o bibliotecă.
Ca urmare a deteriorărilor determinate de cutremurul din 1977 activitățile au fost întrerupte. În 1998 au fost demarate lucrările pentru o nouă clădire, inaugurarea fiind realizată în 2002.
Astăzi poartă numele de Ateneul din Iași.